# Chyliza extenuata
Chyliza extenuata är en tvåvingeart som först beskrevs av Rossi 1790.  Chyliza extenuata ingår i släktet Chyliza och familjen rotflugor. Inga underarter finns listade i Catalogue of Life.